# Nomad Train
Der Nomad Train, zwischen 2016 und 2020 TER Normandie, ist das regionale öffentliche Transportnetz (Transport express régional) in der französischen Verwaltungsregion Normandie.

Das neue System des öffentlichen Verkehrs entstand nach der Verwaltungsreform in Frankreich 2015, bei welcher die früheren Regionen Basse-Normandie und Haute-Normandie zu einer größeren territorialen Einheit verschmolzen wurden. Dabei entstand aus den alten Verkehrssystemen TER Basse-Normandie und TER Haute-Normandie auf den 1. Januar 2016 die neue Transportorganisation TER Normandie.

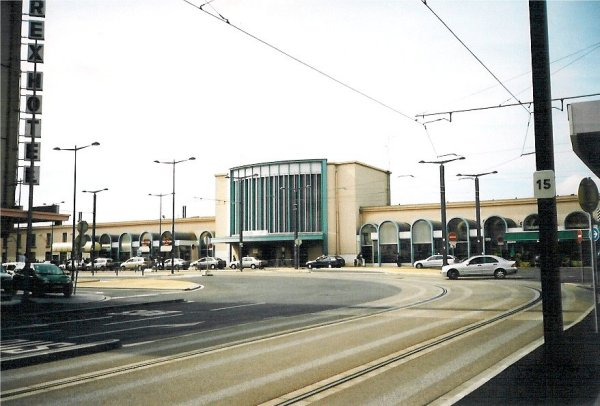
Bahnhof Caen, im Vordergrund sind die Gleise der Tramway de Caen zu sehen

## TER Haute-Normandie
TER Haute-Normandie war ein Verkehrsunternehmen, das für die bis 2015 existierende französische Region Haute-Normandie die Logistik des Öffentlichen Personennahverkehrs (ÖPNV) zur Verfügung stellte. Wie auch die anderen TER-Unternehmen in Frankreich wurde es von der Regionalregierung kofinanziert und von der Staatseisenbahn SNCF betrieben.
Die Gesellschaft TER Haute-Normandie betrieb ihre Linien auf einer Fläche von ca. 12.300 km² und hielt an 76 Bahnhöfen. So musste jeder Bahnhof durchschnittlich eine Fläche von 162 km² versorgen. Das Verkehrsgebiet umfasste die beiden Départements Eure (27) und Seine-Maritime (76).
Auch in der Haute-Normandie begann das TER-Zeitalter am 1. Januar 2002. An diesem Tag begann die praktische Zusammenarbeit zwischen SNCF und der Regionalverwaltung. Neben dem SNCF als Dienstleister sämtlicher Zugverbindungen gibt es in der Haute-Normandie auch zwei Busgesellschaften, die mit vier Busverbindungen die Personenbeförderung auf der Straße übernehmen.